# Tyrannochthonius meruensis
Tyrannochthonius meruensis es una especie de arácnido  del orden Pseudoscorpionida de la familia Chthoniidae.

## Distribución geográfica
Se encuentra en el este de África.